# Стардаст

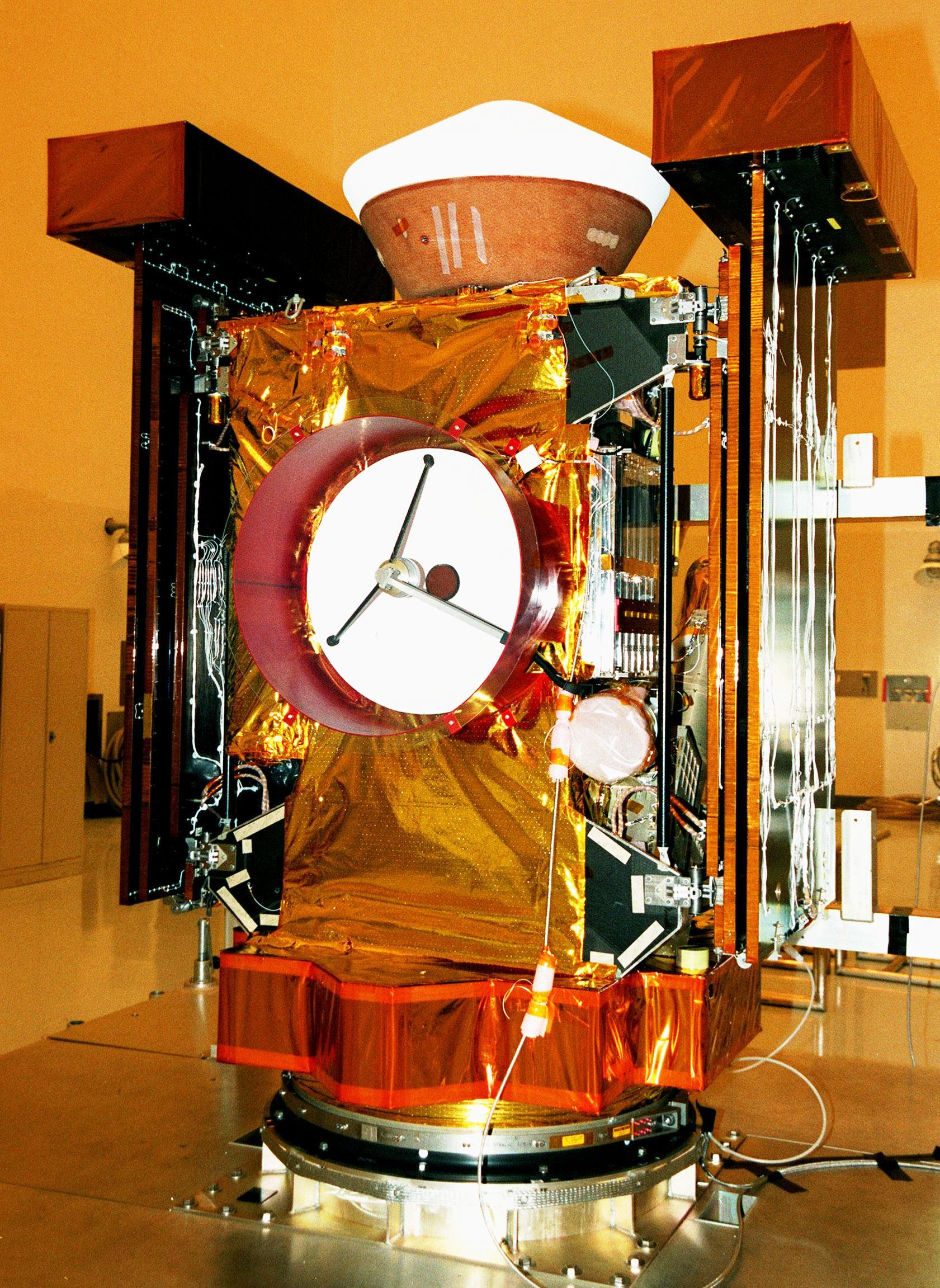
Stardust перед запуском

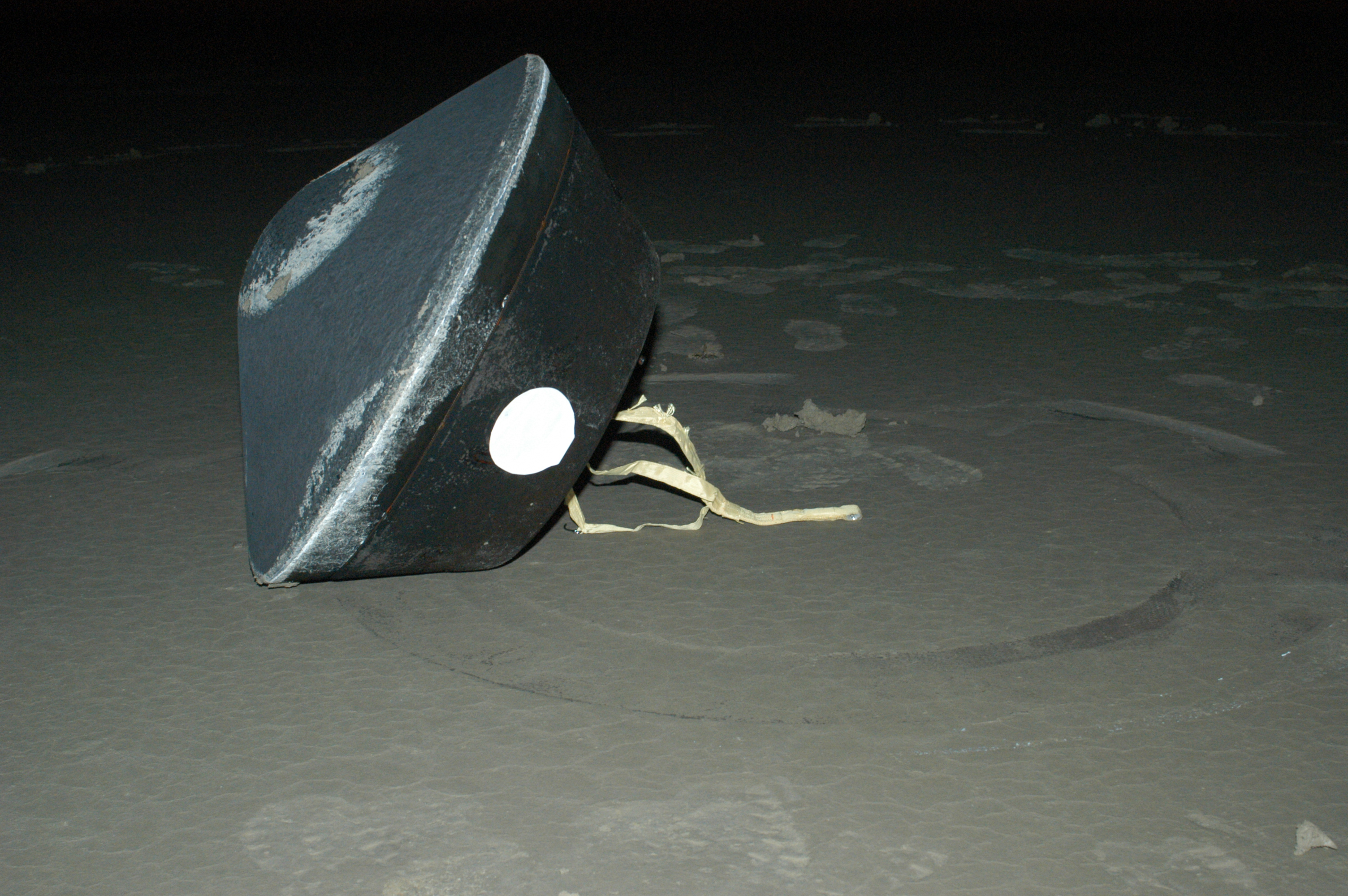
Капсула після приземлення

«Стардаст» (англ. Stardust — «зірковий пил») — космічний апарат НАСА, що призначений для вивчення комети Вільда 2.
Станція була запущена із затримкою на добу 7 лютого 1999 року в 21:04:15 UTC з космодрому на мисі Канаверал (стартовий майданчик SLC-17A) за допомогою ракети-носія Дельта-2 (модель 7426).
Капсула із зразками кометної речовини повернулася на Землю 15 січня 2006 року. На швидкості 46446 км/год (рекордна швидкість для апаратів, що повертаються на Землю) вона увійшла в атмосферу Землі і успішно приземлилась в пустельній місцевості штату Юта.

## Продовжена місія (NExT)
Після закінчення основної місії Стардаст спеціалісти із НАСА вирішили направити апарат до комети Темпеля 1, котра була досліджена в 2005 космічним апаратом Діп Імпакт. Стардаст повинен зняти зміни на поверхні комети, які були викликані скиданням на неї 350-кілограмового снаряду Імпактор. Продовжена місія отримала назву NExT (від англ. New Exploration of Tempel 1). Проліт Стардаста поблизу комети Темпеля 1 заплановано на 14 лютого 2011.